# エセン・ブカ (ケレイト部)
エセン・ブカ（Esen buqa、也先不花、生年不詳 - 1309年）は、大元ウルスの政治家。モンゴルのケレイト部出身。

## 経歴
エセン・ブカは祖父のシラ・オグル以来、代々ビチクチ長を務める家系に生まれた。シラ・オグルの息子でエセン・ブカの父のブルガイは第4代モンケにビチクチ長として仕えていたが、帝位継承戦争においてアリクブケ派についたため処刑された。父の死後、エセン・ブカは家職を継いでビチクチ長となった。チンキムが燕王に封じられると、クビライの命によりエセン・ブカが燕王の傅（アタベク）となった。
至元23年（1286年）、上柱国・光禄大夫・雲南行省平章政事に任じられた。これは、至元22年（1286年）にチンキムが死去した後の、チンキム一派排除のための左遷であったと考えられている。阿郎と可馬丁諸種僰夷が反乱を起こすと、これを鎮圧した。路・府・州・県60数カ所を新たに置き、諸民族の首長に元朝の官位を与えて、雲南の地方行政を確立した。
大徳2年（1298年）、湖広行省平章に転じた。開封で疑獄事件が起こり、事件に連座して湖広行省平章政事の劉国傑と右丞の燕公楠が収監された。エセン・ブカは朝廷に使者を立てて奏上し、事件と関係がないことを証明したため、2人は釈放された。大徳8年（1304年）、河南行省平章に転じた。黄河が決壊して開封に危険が迫ったため、兵士を動員して対処にあたり、被害を最小限にとどめた。大徳9年（1305年）、上柱国・銀青栄禄大夫・湖広行省左丞相に進んだ。至大2年（1309年）、死去した。天暦2年（1329年）、推忠守正佐運翊戴功臣・太師・開府儀同三司・上柱国の位を追贈され、恒陽王に追封された。諡は文貞といった。

## 子女
- イリンチン（東宮家令、銀青栄禄大夫・湖南行省左丞相）
- トゥクルク（開府儀同三司・中書右丞相・御史大夫・太傅・録軍国重事、追封広陽王）
- ダシュ（資徳大夫・湖南宣慰使）
- ケレイ（中政使）
- アルタン（中奉大夫・海北海南道宣慰使・都元帥、資徳大夫・中書右丞、行浙東道宣慰使司都元帥、追封特進趙国公）

## ケレイト部シラ・オグル家
- トク・ブカ（Toq buqa ＞脱不花/tuō bùhuā）
- ケレゲイ（Keregei ＞怯烈哥/qièliègē）
- ビチクチ長シラ・オグル（Šira Oγul ＞昔剌斡忽勒/xīlà wòhūlè）
  - 中書右丞相ブルガイ（Bulγai ＞孛魯合/bólŭhé,بلغای اقا/bulghāī āqā）
    - 恒陽王エセン・ブカ（Esen buqa ＞也先不花/yĕxiān bùhuā）
      - 湖南行省左丞相イリンチン（Irinǰin ＞亦憐真/yìliánzhēn）
        - 太保中書右丞相チョスゲン（Čosgen ＞搠思監/shuòsījiān）

      - 広陽王トゥクルク（Tuqluq ＞禿魯/tūlŭ）
      - 湖南宣慰使ダシュ（Daš ＞答思/dásī）
      - 中政使ケレイ（Kerei ＞怯烈/qièliè）
      - 行浙東道宣慰使司都元帥アルタン（Altan ＞按攤/àntān）
        - 湖南道宣慰副使アヨン（Ayong ＞阿栄/āróng）

    - 御史台中丞ムバーラク（Mubaraq ＞木八剌/mùbālà）
    - 泉府大卿ダシュマン（Dašman ＞答失蛮/dáshīmán,داشمن/dāshman）
    - 四川省平章政事ブカ・テムル（Buqa temür ＞不花帖木児/bùhuā tièmùér）
- カラ・オグル（Qara Oγul ＞哈剌阿忽剌/hālà āhūlà）

## 伝記資料
- 『元史』巻134列伝21也先不花伝
- 『新元史』巻133列伝30也先不花伝
- 宮紀子『モンゴル時代の「知」の東西』名古屋大学出版会、2018年

1. 1 2 3  宮 2018, p. 787.